# Исакова, Наталья Леонидовна
Наталья Леонидовна Комячилова (в девичестве — Исакова; р. 4 мая 1966 года, Ленинград) — советская и российская шорт-трекистка, бронзовый призёр зимних Олимпийских игр 1992 в женской эстафете на 3000 метров. Чемпионка России (1993) на дистанции 1000 м. Заслуженный мастер спорта России.
Живёт в Санкт-Петербурге, работает тренером по фигурному катанию, воспитывает дочь и сына.
Знает английский и шведский языки.

## Жизнь в Швеции
После Олимпийских игр в Лиллехаммере 1994 года осела в Швеции. Уехала тренером по шорт-треку, затем стала преподавать и фигурное катание. Работала в двух клубах, один оплачивал проживание, второй платил до 500 долларов (низкая для шведов зарплата. Уехала с дочерью и мужем. Помогла найти работу и устроиться в Швеции подруге по эстафетной команде из сборной СССР — России Виктории Тараниной. Виктория осталась в Швеции и образовала новую семью, сама уехала с семьей назад, в Санкт-Петербург.